# Membranoppia breviclava
Membranoppia breviclava är en kvalsterart som först beskrevs av Hammer 1958.  Membranoppia breviclava ingår i släktet Membranoppia och familjen Oppiidae. Inga underarter finns listade i Catalogue of Life.